# Carlo Ferdinando Galli della Loggia
Maria Ferdinando Carlo Galli della Loggia (Torino, 14 settembre 1780 – Torino, 19 aprile 1858) è stato un militare e politico italiano, al servizio della corte sabauda.

## Biografia
Figlio del conte Pietro e della nobile Felicita Darmelli della Loggia, laureatosi in giurisprudenza, intraprese la vita militare. Divenne colonnello nel 1835, consigliere comunale e sindaco di Torino nel 1839. 
Fu anche mastro di ragione (capo della Ragioneria, istituto composto dei maggiori consiglieri municipali con poteri amministrativi), Vicario e sovraintendente generale di politica e polizia, Amministratore del Ricovero di mendicità di Torino.
Il 10 luglio 1848 venne eletto senatore del Regno di Sardegna.